# Hidrodinâmica quântica
Hidrodinâmica Quântica (QHD) é o modelo mais geral para o estudo de sistemas hidrodinâmicos que demonstram comportamentos quânticos, normalmente tunelamento quântico). Esses efeitos surgem em mecânica semiclásssica no estudo de dispositivos semicondutores, neste caso é derivada da equação de Wigner-Boltzmann. Em química quântica são soluções de sistemas de cinética química, em cada caso são derivadas da equação de Schrödinger pela substituição da equação de Madelung.
Um importante sistema de estudo é o superfluído. Outros tópicos interessantes são turbulência quântica, vórtices, primeira, segundo e terceiro som, e solventes quânticos. A equação da hidrodinâmica quântica é uma equação da mecânica Bohmiana, que, parece ter uma relação com os fenômenos clássicos de fluidodinâmica (veja Equação de Madelung).
Algumas aplicações podem ser utilizadas em líquidos, tais como hélio (He-3 and He-4), e no interior das estrela de nêutrons e no plasma de quarks-glúons. Muito cientístas conceituados trabalharam nesta área, incluindo Richard Feynman, Lev Landau, and Pyotr L. Kapitsa.